# Venezolano (moneda)
El venezolano (conocido como venezolano de oro) fue la moneda de curso legal en Venezuela entre los años 1871 y 1879, en sustitución del peso venezolano o fuerte, esta moneda fue a su vez sustituida en 1879 por el bolívar venezolano bajo el Gobierno del Presidente de la República Antonio Guzmán Blanco.

## Historia
Debido a que no había sido posible acuñar suficientes monedas en las Casas de la Moneda de París, Londres o Estados Unidos para satisfacer la demanda, circulaban en Venezuela muchas monedas que habían perdido su curso legal, o eran extranjeras, susceptibles a perforaciones, rayones, cercenaciones o ser alisadas más allá de lo reconocible. El nuevo cono monetario se creó con la nueva Ley de Monedas del 11 de mayo de 1871, con la necesidad de unificar las monedas que circulaban en el país, fue emitida por el Congreso Nacional. Esta moneda fue acuñada por diversos bancos como la Compañía de Crédito y el Estado de Guayana bajo el patrón de Cobre, Níquel, Plata y Oro, esta se dividía en cien centavos.
Para el 1 de enero de 1872 cuando ya se tenía la cantidad de monedas necesarias para ponerla en circulación en todo el país, el gobierno decretó la conversión de las cuentas a la nueva moneda de curso legal y deberían ser todas expresadas en venezolanos y en sus centavos. Las monedas acuñadas de conformidad con la ley de moneda de 1857 (centavos de peso) seguirían en circulación. Sin embargo, las monedas extranjeras que circulaban en el territorio nacional dejarían de ser medio legal de pago. Las nuevas monedas no entrarían en circulación hasta junio de 1874. La emisión de monedas de 1858 había sido muy limitada; la acuñación de 1873-1877 marcó el inicio de una verdadera moneda nacional moderna.
Con las monedas de este cono monetario se utiliza la efigie del Libertador, la misma que utiliza las actuales monedas de la república, esta disposición ya estaba contemplada en la Ley de moneda de 12 de junio de 1865 para las monedas que se acuñaran en oro y plata, pero nunca se llevó a efecto. Otro aspecto novedoso de esta moneda estuvo en la moneda de 5 Venezolanos donde por primera vez la efigie del Libertador se encuentra mirando hacia la derecha.
En 1879, se adoptó el estándar bimetálico de la Unión Monetaria Latina, con el venezolano de plata (también llamado fuerte) de 25 g con una ley de 0.900 y un venezolano de oro de 1.612 g con una ley de 0.900. Las monedas de plata subyacentes solo tenían una ley de 0.835, de curso legal hasta un máximo de 40 venezolanos por transacción.
Sin embargo, el peso y el real siguieron circulando de forma clandestina. La ley de moneda de 1879 reemplazó al venezolano y a todas las monedas antiguas con una única unidad monetaria, el bolívar, a una taza de 5 bolívares = 1 venezolano o 1 bolívar = 20 centavos de venezolano. Al bolívar se lo dividió en 100 céntimos, no en 100 centavos, solo por remarcar la diferencia entre el venezolano y el bolívar. (Centavo y céntimo significan lo mismo en el lenguaje español).
Es por esto que a la moneda de cinco bolívares los venezolanos la llamaban fuerte. Recordando la equivalencia entre el fuerte y el venezolano. Así la mitad de un bolívar se la llamaba real. Y el bolívar se subdividía en céntimos en vez de centavos. A pesar de que ambos nombres describen la centésima parte de una unidad. Pero igual, diez reales seguían siendo un fuerte (cinco bolívares). Y a los cinco céntimos se les llamaba centavo. La locha, se convirtió en 12 y medio céntimos (cinco veces 2,5 centavos). A los 25 céntimos se los llamó "medio", es decir, medio real. Es así como la diferencia entre céntimo y centavo solo existe en el ámbito de la numismática de Venezuela. De todos modos, extrañamente, al céntimo se lo llamó puya, igual que como llamaban al centavo.

## Característica y conversión

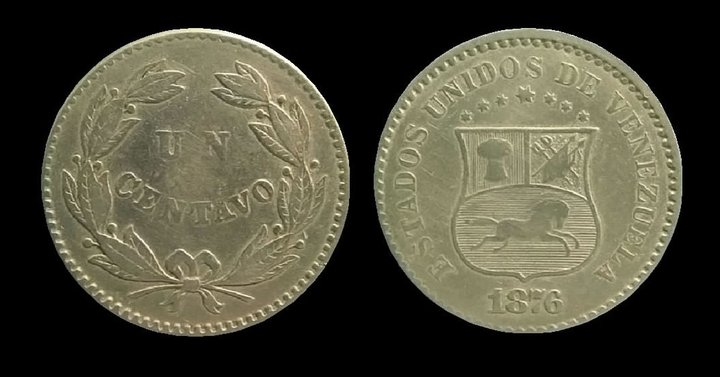
1 centavo de venezolano (Puya) 1876.

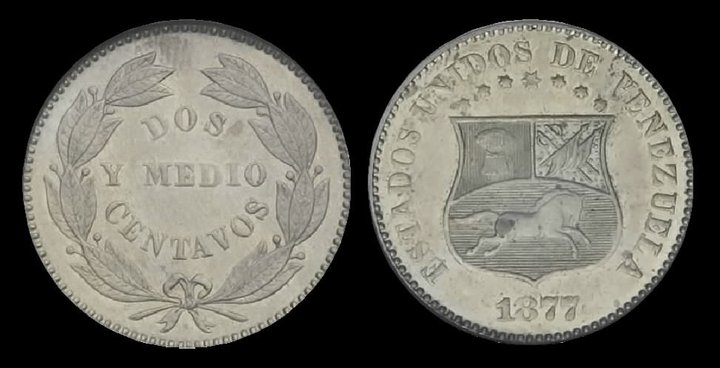
2,5 Centavos de peso fuerte (Locha) 1877.

- Sistema monetario: 100 centavos = 1 venezolano
- Unidad monetaria: Fuerte o venezolano de oro
- Vigencia: 1871-1879
- Equivalencia: 1 centavo de peso fuerte = 1 centavo de venezolano
- Novedades:
  - Se utiliza por primera vez la efigie del Libertador misma que se utiliza en la actuales monedas de la república.
  - La moneda de 2,5 centavos de venezolano fue la primera moneda que se conoció popularmente como "La Locha.
  - En la moneda de 5 venezolanos se utiliza por primera vez la efigie del Libertador se encuentra mirado hacia la derecha.

## Monedas
| Denominación  | Círculo   | Forma    | Metal    | Metal          | Diámetro | Canto              | Diseño en el anverso                           | Diseño en el reverso                                                                 |
| Denominación  | Círculo   | Forma    | Peso     | Material       | Diámetro | Canto              | Diseño en el anverso                           | Diseño en el reverso                                                                 |
| ------------- | --------- | -------- | -------- | -------------- | -------- | ------------------ | ---------------------------------------------- | ------------------------------------------------------------------------------------ |
| 1 centavo     | 1876-1867 | Circular | -        | Cobre y Níquel | 19 mm    | Liso               | Escudo Nacional, siete estrellas y país emisor | Dos ramas de laurel, atadas en la parte inferior por un lazo y el valor de la moneda |
| 2,5 centavos  | 1876-1867 | Circular | -        | Cobre y níquel | 23 mm    | Liso               | Escudo Nacional, siete estrellas y país emisor | Dos ramas de laurel, atadas en la parte inferior por un lazo y el valor de la moneda |
| 5 centavos    | 1874-1876 | Circular | 1.250 g  | Plata          | 15 mm    | Estriado           | Efigie del Libertador, LEI 835 GR. 1.250       | Escudo Nacional, siete estrellas y país emisor                                       |
| 10 centavos   | 1874-1876 | Circular | 2,500 g  | Plata          | 18 mm    | Acanalado          | Efigie del Libertador, LEI 835 GR. 2.500       | Escudo Nacional y país emisor                                                        |
| 20 centavos   | 1874-1876 | Circular | 5,000 g  | Plata          | 23 mm    | Estriado acanalado | Efigie del Libertador, LEI 835 GR. 5.000       | Escudo Nacional y país emisor                                                        |
| 50 centavos   | 1873-1876 | Circular | 12,500 g | Plata          | 30 mm    | Acanalado          | Efigie del Libertador, LEI 835 GR. 12.500      | Escudo Nacional y país emisor                                                        |
| 1 venezolano  | 1876      | Circular | 25,000 g | Plata          | 37 mm    | Acanalado          | Efigie del Libertador, LEI 835 GR. 25.000      | Escudo Nacional y país emisor                                                        |
| 5 venezolanos | 1875      | Circular | 8,0645 g | Oro            | 22 mm    | Acanalado          | Efigie del Libertador, LEI 835 GR. 8.0645      | Escudo Nacional y país emisor                                                        |